# Elizabeth Parkinson
Elizabeth Parkinson (Sherman, ...) è un'attrice e ballerina statunitense.
È nota soprattutto per aver interpretato Brenda nel musical di Broadway Movin' Out, una performance che le ha valso un Fred Astaire Award e una candidatura al Tony Award alla miglior attrice protagonista in un musical nel 2003.

## Filmografia
- Romance & Cigarettes (Romance & Cigarettes), regia di John Turturro (2005)
- Stay - Nel labirinto della mente (Stay), regia di Marc Forster (2005)